# Dianthus glacialis
Dianthus glacialis là loài thực vật có hoa thuộc họ Cẩm chướng. Loài này được Haenke mô tả khoa học đầu tiên năm 1788.